# 桑金科
桑金科（1952年12月—2014年12月25日），河南西华人，汉族，1977年参加工作，中共党员，中共十六大代表。郑州大学中文系中文专业毕业，大学普通班学历。第十一届全国人民代表大会河南地区代表。中国职工书法家协会主席，中国书法家协会会员，擅长毛笔字书法。

## 生平
历任周口地委组织部办事员、干事；周口地区行署办公室秘书；周口地委办公室秘书、副主任；1984年9月调入中共河南省委组织部工作，历任青年干部处干事，办公室正处级秘书，副秘书长。1993年5月，调任河南省石油化学厅副厅长、党组成员；1997年7月，转任中共开封市委副书记；1999年5月兼任开封市委党校校长。2001年12月，担任河南省总工会常务副主席、党组书记。2008年起担任全国人大代表。2013年3月，担任河南省人大常委会内务司法工作委员会主任。2014年12月25日清晨从16楼的家中跳下身亡，官方称其患糖尿病、高血压、长期抑郁症。

## 书法
桑金科在河南省总工会任职时，支持成立了中国职工书法家协会，自己出任主席，名义上由全总宣教部和中国职工文体协会指导工作，但办事机构设在河南省总工会，也主要由河南总工会运作。他也是中国书法家协会会员。他的书法吸取了王羲之的书法精华，独创一家，擅长楷书、行书和草书，他的字端秀清新，“飘若浮云，矫若惊龙”。那种着意翻挑、飞扬的笔势，在他的楷书里十分明显。作为当代著名的书画家，他的楷书的笔画形态，有的长而逾制，有的临时从宜，一字之内，笔画之间的结构关系尚不明确，因此，竖短横长，状似扁隶，有横张之势。当代书法家桑金科的用笔，在起笔处有挫衄的按笔动作，多以方笔入纸；而收笔处不着意折笔重按，而是轻提回带；在运笔速度上是缓前急后；在笔画形态上求其匀整遒紧，势如列阵。经过这样的改造，楷书字体在桑金科手里，笔画之间的配置关系基本确立，结体变横张为纵展，规整劲健，雍容尔雅，仪态大方。河南书法家协会出版有《桑金科临<兰亭序><圣教序><般若波罗蜜多心经>》、《桑金科临王羲之书法作品选》等。